# خانه حاج میرزا عبدالعلیخان ساوجی
خانه حاج میرزا عبدالعلیخان ساوجی مربوط به دوره قاجار است و در اصفهان، خیابان طالقانی، کوچه محله نو واقع شده و این اثر در تاریخ ۱۸ آذر ۱۳۵۴ با شمارهٔ ثبت ۱۱۴۴ به‌عنوان یکی از آثار ملی ایران به ثبت رسیده‌است.